# Coupe de Belgique féminine de handball 2024-2025
Navigation
2023-2024 2025-2026
La Coupe de Belgique 2024-2025 est la 45e édition de la Coupe de Belgique féminine de handball, compétition à élimination directe mettant aux prises des clubs de handball amateurs et professionnels affiliés à l'Union royale belge de handball.
Le 20 décembre, la Fédération Royale Belge de Handball (URBH) et la Loterie Nationale ont présenté la Lotto Handball Cup, le nouveau nom de la compétition de la Coupe de Belgique. Lors de la conférence de presse au tournoi international de Lokeren, le tirage au sort des demi-finales masculines et féminines a également été effectué. La finale de La Lotto Handball Cup se jouera le samedi 19 avril au Sporthal Alverberg à Hasselt.

## Tours préliminaires

### 32ede finale
| Date                   | Club recevant                       | Score   | Club visiteur                         |
| ---------------------- | ----------------------------------- | ------- | ------------------------------------- |
| 31 août 2024 à 20h00   | HC Roeselare (Liga VHV - 3e niveau) | 10 – 0  | HC Pentagoon Kortessem (D2)           |
| 8 octobre 2024 à 20h30 | HC Roeselare (Liga VHV - 3e niveau) | 28 – 27 | Achilles Bocholt (D1 LFH - 3e niveau) |
| 8 octobre 2024 à 20h00 | Hestia Bilzen (D2)                  | 23 – 35 | HBC Izegem (D2)                       |

### 16ede finale
| Date                    | Club recevant                              | Score   | Club visiteur                     |
| ----------------------- | ------------------------------------------ | ------- | --------------------------------- |
| 8 octobre 2024 à 19h30  | GBSK Handbal (Regio OWV - 4e niveau)       | 26 – 45 | HC Schoten (D2)                   |
| 8 octobre 2024 à 20h30  | Kreasa HB Houthalen (Liga VHV - 3e niveau) | 18 – 14 | HC DB Gent (D2)                   |
| 9 octobre 2024 à 20h30  | EHC Tournai (D1 LFH - 3e niveau)           | 26 – 28 | HC Eynatten-Raeren (D2)           |
| 9 octobre 2024 à 21h00  | United Brussels HC (D2)                    | 27 – 19 | Waterloo ASH (D1 LFH - 3e niveau) |
| 10 octobre 2024 à 21h00 | Apolloon Spurs (Liga VHV - 3e niveau)      | 20 – 27 | Sporting Pelt (D2)                |
| 5 novembre 2024 à 20h30 | HC Roeselare (Liga VHV - 3e niveau)        | 29 – 27 | HBC Izegem (D2)                   |

### 8ede finale
| Date                     | Club recevant                              | Score   | Club visiteur                |
| ------------------------ | ------------------------------------------ | ------- | ---------------------------- |
| 5 novembre 2024 à 20h15  | United Brussels HC (D2)                    | 23 – 32 | DHC Waasmunster (D1)         |
| 5 novembre 2024 à 20h30  | Kreasa HB Houthalen (Liga VHV - 3e niveau) | 7 – 31  | HV Uilenspiegel Wilrijk (D1) |
| 5 novembre 2024 à 20h30  | Sporting Pelt (D2)                         | 14 – 28 | Hubo Handbal (D1)            |
| 6 novembre 2024 à 19h30  | HC Eynatten-Raeren (D2)                    | 19 – 33 | KTSV Eupen 1889 (D1)         |
| 6 novembre 2024 à 20h30  | DHC Overpelt (D1)                          | 30 – 20 | Fémina Visé Handball (D1)    |
| 6 novembre 2024 à 20h50  | HB Saint-Trond (D1)                        | 33 – 27 | HC Atomix (D1)               |
| 7 novembre 2024 à 21h00  | HC Schoten (D2)                            | 28 – 30 | Union Beynoise Handball (D1) |
| 23 novembre 2024 à 19h00 | HC Roeselare (Liga VHV - 3e niveau)        | 10 – 44 | HC Sprimont (D1)             |

### Quart de finale
A ce stade, il ne reste que des clubs de Division 1.
| Date                     | Club recevant           | Score   | Club visiteur           |
| ------------------------ | ----------------------- | ------- | ----------------------- |
| 26 novembre 2024 à 21h00 | Union Beynoise Handball | 29 – 26 | HV Uilenspiegel Wilrijk |
| 27 novembre 2024 à 20h50 | HB Saint-Trond          | 25 – 22 | Hubo Handbal            |
| 27 novembre 2024 à 21h00 | KTSV Eupen 1889         | 33 – 34 | DHC Waasmunster         |
| 4 décembre 2024 à 20h30  | DHC Overpelt            | 21 – 26 | HC Sprimont             |

### Demi-finale
Le tirage au sort a été effectué le 20 décembre 2024.
| Date                 | Club recevant           | Score   | Club visiteur  |
| -------------------- | ----------------------- | ------- | -------------- |
| 15 mars 2025 à 18h00 | Union Beynoise Handball | 27 – 33 | HC Sprimont    |
| 15 mars 2025 à 20h00 | DHC Waasmunster         | 19 – 27 | HB Saint-Trond |

### Finale
La finale a lieu au Sporthal Alverberg de Hasselt
| Date                  | Club recevant | Score   | Club visiteur  |
| --------------------- | ------------- | ------- | -------------- |
| 19 avril 2025 à 13h00 | HC Sprimont   | 21 – 23 | HB Saint-Trond |

## Vainqueur
| Vainqueur de la Coupe de Belgique 2024-2025 HB Saint-Trond 6e victoire |